# پر کنوت الاند
پر کنوت الاند (انگلیسی: Per Knut Aaland; ۵ سپتامبر ۱۹۵۴ – ) اسکی‌باز صحرانوردی اهل نروژ بود.